# Carlos Monge Alfaro
Carlos Monge Alfaro (Cervantes, Alvarado, 22 de mayo de 1909 - San José, 8 de abril de 1979) fue un educador, escritor, ensayista, historiador, geógrafo, político y filósofo costarricense. Fue uno de los fundadores de la Universidad de Costa Rica, de la cual posteriormente fue su rector en tres periodos. También fue parte de la Asamblea Constituyente que formuló la actual Constitución Política de Costa Rica de 1949 luego de la Guerra Civil de Costa Rica de 1948. Fue declarado Benemérito de la Patria en 1980 por la Asamblea Legislativa de Costa Rica.

## Biografía
Hijo del matrimonio conformado por Ulpiano Monge y Gloria Alfaro, su familia vivía en el distrito de Cervantes en el cantón de Alvarado. La Educación Secundaria la realizó en el Liceo de Costa Rica graduándose con el grado de Bachiller en Letras y Ciencias en 1926. Continuó sus estudios de Educación Superior que lo llevó a graduarse con honores como profesor en Historia, Geografía y Educación Cívica en la Universidad de Chile y en la Universidad de Costa Rica obteniendo el título académico en la Facultad de Filosofía y Educación. Fue uno de los miembros del Centro de los estudios de los problemas nacionales con Rodrigo Facio Brenes, Daniel Oduber Quirós e Isaac Felipe Azofeifa, entre otros. Por ende, fue maestro - educador y político.
Carlos Monge Alfaro siempre tuvo en su pensamiento la educación como un servicio a los demás, de manera que con su política, la universidad estaría al servicio de la sociedad. Su visión e interés por la educación, lo llevó a tomar la decisión con otros académicos e investigadores a fomentar el aprendizaje entre los jóvenes. Posteriormente, como un legado de la Universidad de Santo Tomás, inició en 1939 el proyecto para la creación de la Universidad de Costa Rica (UCR) en conjunto con León Pacheco Solano e Isaac Felipe Azofeifa. La propuesta fue presentada al Ministro de Educación Pública Luis Demetrio Tinoco quien expuso el proyecto al Congreso Constitucional el 15 de junio de 1940, aprobado dos meses después, abriendo paso a la Ley 362 denominada Ley Orgánica de la Universidad de Costa Rica de Creación de la UCR y se plasmó la firma el 26 de agosto de 1940.
Carlos Monge tuvo una gran influencia en el desarrollo de la Universidad, le preocupaba la política académica, la extensión y la búsqueda de asesoría, por esta razón en 1949 presentó al Consejo Universitario un Plan de Estudios con la idea de crear un ciclo de estudios generales con áreas como Filología, Historia, Ciencias Físicas y Matemáticas, Ciencias Biológicas, Química, Educación y doctorados, en este período la UCR amplió el sector académico y la infraestructura. En la Universidad de Costa Rica fue decano de la Facultad de Filosofía y Letras de 1948-1953, Secretario General y Rector de la misma en el período de 1961 a 1970, aunque Monge fue rector de la UCR en tres ocasiones: en 1961-1964, 1964-1967, 1967-1970, también fue profesor en el Colegio Superior de Señoritas de 1943 a 1949, docente de Historia y Geografía en el Liceo de Costa Rica de 1934 a 1938 y profesor en el Colegio Seminario en 1942. Además fue miembro de la Academia de Historia de Geografía. También participó en la Asociación Nacional de Educadores, asumió el cargo de Secretario dos períodos de 1943-1944 y el período de 1944 a 1945, en el Consejo Superior Universitario Centroamericano; asimismo, en el partido Liberación Nacional en los años 40, vicepresidente de la Unión de Universidades de América Latina, Presidente del Partido Social Demócrata de 1945-1950 (partido costarricense formado en los años 1940 y de ideología socialista), Autor de la exposición de motivos de la Ley Fundamental de Educación de Costa Rica, en la que participó como co-redactor de este proyecto e integró el Consejo Universitario de la Universidad Nacional. Las labores que realizó fueron de periodista para el Diario de Costa Rica de 1938 a 1945.
El país se encontraba en un considerable aumento demográfico, al percibir este problema nacional, el rector Carlos Monge tuvo dos ideas para  diversificar la enseñanza, como la creación de un instituto tecnológico para brindar oportunidades a la sociedad en la educación, por lo que optó por presentar en 1967 el proyecto en 1967 Consideraciones preliminares con el fin de expandir la educación a otras zonas del país y junto con el Alfonso Carro y Ovidio Soto, presentaron el proyecto el 12 de enero de 1968 ante el Consejo Universitario, así se crearon los Centros Regionales de Liberia y San Ramón de la UCR en marzo de ese mismo año. 
Carlos Monge Alfaro fue declarado Benemérito de la Educación el 16 de junio de 1980, dos meses luego de su fallecimiento. La biblioteca de la Universidad de Costa Rica lleva su nombre.

## Distinciones
Se le otorgaron varios premios nacionales, entre ellos:
- Premio Nacional de Historia “Aquileo Echeverría”
- Premio Nacional de Ensayo
- Las Palmas Académicas

## Obra publicada
En su vasta publicación de obras, se destacan:
- Nuestra Historia y los seguros
- Del Feudalismo al Capitalismo
- Historia de Costa Rica
- Historia de la civilización
- Lecciones de geografía de Costa Rica
- La democracia chilena y la perspectiva americana en el siglo XIX
- Universidad e Historia
- La educación fragua de una democracia.